# 联大街站
联大街站是昆明地铁1号线与4号线的地铁车站，是一个换乘站，位于中华人民共和国云南省昆明市呈贡区彩云南路与联大街交叉口，1号线车站于2013年5月20日开通，4号线车站于2020年9月23日开通。

## 车站结构
联大街站位于彩云南路与联大街交叉口，1号线车站沿彩云南路设置，呈南北走向，为地下两层岛式站台车站，车站长473.2米，标准段宽20.7米，车站地下一层为站厅层，地下二层为站台层，站台设置全高站台门，车站南侧设有两条存车线。4号线车站沿联大街设置，呈东西走向，为地下三层岛式站台车站，车站长199.8米，车站地下一层为站厅层，地下三层为站台层，站台设置全高站台门。两线采用T型换乘形式，换乘节点连接1号线站台中部与4号线站台西侧。
|                   |  | █ 1号线往 █ 2号线北部汽车站（驼峰街） |
| 島式 · 開左邊车门 |  |                                       |
|                   |  | █ 1号线往大学城南（谊康南路）         |

|                   |  | █ 4号线往金川路（牛头山）       |
| 島式 · 開左邊车门 |  |                                 |
|                   |  | █ 4号线往昆明南火车站（吴家营） |

## 出入口
联大街站共有6个出入口，各出口及周围设施如下所示：
| 编号                  | 地点     | 建议前往的目的地                       | 照片 |
| --------------------- | -------- | -------------------------------------- | ---- |
| 出口 · A · 升降机标志 | 彩云南路 | 昆明市中医院                           |      |
| 出口 · B              | 彩云南路 | 孔雀镇                                 |      |
| 出口 · C              | 彩云南路 | 中通世纪广场、涌鑫哈佛中心、沐春园小区 |      |
| 出口 · D              | 彩云南路 | 中铁总部大厦、天润康园、中铁佳苑       |      |
| 出口 · E · 升降机标志 | 联大街   | 昆明中通世纪广场                       |      |
| 出口 · F              | 联大街   | 呈贡CBD                                |      |
| 註： 設有             |          |                                        |      |

## 接驳交通

### 公交车
- 彩云南路口(联大街)：226路
- 联大街地铁站(彩云南路)：226路，Z54路

## 车站历史
本站建设时期工程名为呈贡站，开通前确定以联大街站作为车站正式名称。
- 2013年5月20日，车站随1号线南段通车开通[1]。
- 2017年8月8日，4号线车站主体结构封顶[4]。
- 2020年
  - 1月30日，受新冠疫情影响，车站暂停运营[6]。3月18日，车站恢复运营[7]。
  - 9月23日，4号线通车，车站成为换乘车站[2]。